# Benjamín Molina Ahumada
Benjamín Diego Molina Ahumada (Rancagua, Región de O'Higgins, 6 de enero de 2006) es un futbolista chileno que juega como defensa en O'Higgins  de la Primera División de Chile.

## Trayectoria

### O'Higgins
Comenzó sus inferiores en O'Higgins siendo figura en las divisiones menores del club en su categoría, destacando en la sub-21, a pesar de tener menos edad (16 años) en ese momento consiguió el título de dicha categoría ante Universidad Católica por 3-0.
En 2024 es subido al primer equipo de O'Higgins bajo las órdenes del técnico Juan Manuel Azconzábal.

## Selección nacional

### Selecciones menores
Fue parte de la Selección de fútbol sub-17 de Chile que jugó el Campeonato Sudamericano de Fútbol Sub-17 de 2023 bajo las órdenes del técnico Hernan Caputto.

#### Participaciones en Sudamericanos
| Competencia                 | Sede    | Resultado    | PJ | Goles |
| --------------------------- | ------- | ------------ | -- | ----- |
| Sudamericano Sub-17 de 2023 | Ecuador | Primera fase | 3  | 0     |

## Estadísticas
| Club              | Div.          | Temporada     | Liga  | Liga  | Copas nacionales | Copas nacionales | Torneos internacionales | Torneos internacionales | Total | Total |
| Club              | Div.          | Temporada     | Part. | Goles | Part.            | Goles            | Part.                   | Goles                   | Part. | Goles |
| ----------------- | ------------- | ------------- | ----- | ----- | ---------------- | ---------------- | ----------------------- | ----------------------- | ----- | ----- |
| O'Higgins · Chile | 1.ª           | 2024          | 0     | 0     | 0                | 0                | 0                       | 0                       | 0     | 0     |
| O'Higgins · Chile | Total club    | Total club    | 0     | 0     | 0                | 0                | 0                       | 0                       | 0     | 0     |
| Total carrera     | Total carrera | Total carrera | 0     | 0     | 0                | 0                | 0                       | 0                       | 0     | 0     |
| 1. 2.             |               |               |       |       |                  |                  |                         |                         |       |       |